# Марион-Айленд (вулкан)
Марион-Айленд — древний щитовой вулкан на одноименном острове в архипелаге Принс-Эдуард (ЮАР). Высота самого высокого пика 1230 м. Формирование острова проходило 6 этапов. На 1 этапе (20 000 лет назад) под водой появился древний вулканический купол. Дальше на каждом втором этапе появлялся новый пик. Единственный действующий вулкан на территории ЮАР. Последнее извержение состоялось в 2004 году. К северо-востоку находится потухший вулкан Принс-Эдуард.